# トム・ジョウンズ

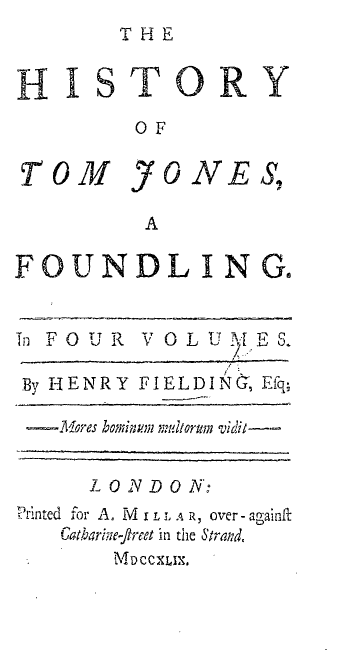

『トム・ジョウンズ』（Tom Jones）は、イギリスの小説家ヘンリー・フィールディングの小説で代表作。18世紀のイギリスが舞台。1749年に発表された。正式な題名は『捨て子トム・ジョウンズの物語』（The History of Tom Jones, a Foundling）。
日本語訳は朱牟田夏雄訳で岩波文庫（全4巻）がある。サマセット・モームが『世界の十大小説』の一つに挙げている。
1963年にイギリスでトニー・リチャードソン監督により『トム・ジョーンズの華麗な冒険』として映画化されている。また、宝塚歌劇団が映画の邦題と同じタイトルでミュージカル化している。

## あらすじ
ある日、大地主オールワージーの屋敷の寝室で捨て子の赤ん坊が見つかる。大地主は赤ん坊をトム・ジョウンズと名づけ、トムは裕福なオールワージーの養子として、オールワージーの妹ブリジットの息子であるブライフィルとともに育てられる。トムは地主の娘ソファイアと相思相愛になるが、ソファイアは両家の親によりブライフィルと婚約させられていた。陰謀家のブライフィルはトムを中傷してオールワージー家を追い出してしまう。トムはロンドンへ向かい、ソファイアも後から追ってくる。ところがトムは美男子すぎて行く先々で女性たちに言いよられ、決闘騒ぎに巻き込まれたり、肉体関係を持ったウォーターズ夫人が自分の母親だという驚愕の事実（これはあとで誤報とわかる）が明らかになるなど、波乱に満ちた暮らしをする。最後にトムが本当はブリジットの息子であったことがわかり、トムはソファイアと結ばれる。